# Fritz Laband
Pour les articles homonymes, voir Laband.
Fritz Laband, né le 1er novembre 1925 à Hindenburg-en-Haute-Silésie (aujourd'hui Zabrze) et mort le 3 janvier 1982, est un footballeur international allemand qui évoluait au poste d'arrière droit.

## Biographie
Né en Pologne, Laband est néanmoins très tôt naturalisé allemand. Il commence sa carrière professionnelle dans le petit club de Wismar où il reste jusqu'à ses 25 ans. 
Par la suite il signe pour le club de Hambourg. Ses bonnes performances lui valent d'être sélectionné avec l'équipe nationale d'Allemagne de l'Ouest pour la Coupe du monde 1954 en Suisse. À la surprise générale les Allemands remportent le titre mondial aux dépens des redoutables Hongrois. Laband ne rejoue cependant jamais pour la sélection après 1954. 
Il va faire une dernière année au Werder Brême et arrête sa carrière à seulement 31 ans.

## Palmarès
- 4 sélections et 0 but en équipe d'Allemagne lors de l'année 1954
- Vainqueur de la Coupe du monde 1954 avec l'Allemagne